# Cangombe
Cangombe é uma vila e comuna angolana que se localiza na província de Moxico, pertencente ao município de Cangamba.